# USS Haddo (SS-255)
USS Haddo (SS-255) là một tàu ngầm lớp Gato từng phục vụ cùng Hải quân Hoa Kỳ trong Chiến tranh Thế giới thứ hai. Nó là chiếc tàu chiến đầu tiên của Hải quân Hoa Kỳ được đặt cái tên này, theo tên loài cá hồi hồng. Nó đã phục vụ trong suốt Thế chiến II tại cả hai mặt trận Đại Tây Dương và Thái Bình Dương, thực hiện tổng cộng chín chuyến tuần tra, đánh chìm chín tàu Nhật Bản, bao gồm một tàu khu trục và hai tàu frigate với tổng tải trọng 21.618 tấn. Được cho ngừng hoạt động sau khi xung đột chấm dứt vào năm 1946, con tàu cuối cùng bị bán để tháo dỡ vào năm 1959. Haddo được tặng thưởng danh hiệu Đơn vị Tuyên dương Hải quân cùng sáu Ngôi sao Chiến trận do thành tích phục vụ trong Thế Chiến II.

## Thiết kế và chế tạo
Lớp tàu ngầm Gato được thiết kế cho mục đích một tàu ngầm hạm đội nhằm có tốc độ trên mặt nước cao, tầm hoạt động xa và vũ khí mạnh để tháp tùng hạm đội chiến trận. Con tàu dài 311 ft 9 in (95,02 m) và có trọng lượng choán nước 1.525 tấn Anh (1.549 t) khi nổi và 2.424 tấn Anh (2.463 t) khi lặn. Chúng trang bị động cơ diesel dẫn động máy phát điện để cung cấp điện năng cho bốn động cơ điện, đạt được công suất 5.400 shp (4.000 kW) khi nổi và 2.740 shp (2.040 kW) khi lặn, cho phép đạt tốc độ tối đa 21 hải lý trên giờ (39 km/h) và 9 hải lý trên giờ (17 km/h) tương ứng. Tầm xa hoạt động là 11.000 hải lý (20.000 km) khi đi trên mặt nước ở tốc độ 10 hải lý trên giờ (19 km/h) và có thể hoạt động kéo dài đến 75 ngày và lặn được sâu tối đa 300 ft (90 m).
Lớp tàu ngầm Gato được trang bị mười ống phóng ngư lôi 21 in (530 mm), gồm sáu ống trước mũi và bốn ống phía phía đuôi tàu, chúng mang theo tối đa 24 quả ngư lôi. Vũ khí trên boong tàu gồm một hải pháo 3 inch/50 caliber, và thường được tăng cường một khẩu pháo phòng không Bofors 40 mm nòng đơn và một khẩu đội Oerlikon 20 mm nòng đôi, kèm theo súng máy .50 caliber và .30 caliber. Tiện nghi cho thủy thủ đoàn bao gồm điều hòa không khí, thực phẩm trữ lạnh, máy lọc nước, máy giặt và giường ngủ cho hầu hết mọi người, giúp họ chịu đựng cái nóng nhiệt đới tại Thái Bình Dương cùng những chuyến tuần tra kéo dài đến hai tháng rưỡi.
Haddo được đặt lườn tại xưởng tàu của hãng Electric Boat Company ở Groton, Connecticut vào ngày 1 tháng 10, 1941. Nó được hạ thủy vào ngày 21 tháng 6, 1942, được đỡ đầu bởi bà Charles F. Russell, và được cho nhập biên chế cùng Hải quân Hoa Kỳ vào ngày 9 tháng 10, 1942 dưới quyền chỉ huy của Hạm trưởng, Trung tá Hải quân Willis Ashford Lent.

## Lịch sử hoạt động

### Mặt trận Đại Tây Dương
Sau khi hoàn tất việc chạy thử máy huấn luyện tại vùng biển ngoài khơi New England, Haddo khởi hành từ Căn cứ Tàu ngầm Hải quân New London tại New London, Connecticut vào ngày 9 tháng 4, 1943 để tuần tra dọc các tuyến đường hàng hải dẫn đến Rosneath, Scotland. Sau khi đến nơi vào ngày 30 tháng 4, nó gia nhập Hải đội Tàu ngầm 50 để tuần tra ngoài khơi Na Uy và đề phòng tàu chiến Hải quân Đức Quốc xã đột phá từ các cảng Na Uy. Sau ba chuyến tuần tra mà không bắt gặp bất kỳ mục tiêu nào, nó cùng các tàu ngầm chị em được gửi trở về Hoa Kỳ.

### Mặt trận Thái Bình Dương

#### Chuyến tuần tra thứ tư
Về đến New London vào ngày 29 tháng 7, 1943, Haddo chuẩn bị để được điều động sang khu vực Mặt trận Thái Bình Dương. Nó băng qua kênh đào Panama và ghé đến Xưởng hải quân Mare Island, California trước khi đi đến Trân Châu Cảng vào ngày 25 tháng 11. Chiếc tàu ngầm khởi hành vào ngày 14 tháng 12 cho chuyến tuần tra thứ tư tại khu vực Philippines, nhưng không tìm thấy mục tiêu nào phù hợp, nên kết thúc chuyến tuần tra tại Fremantle, Australia vào ngày 4 tháng 2,  1944.

#### Chuyến tuần tra thứ năm
Trong chuyến tuần tra thứ năm từ ngày 29 tháng 2 đến ngày 22 tháng 4 tại các vùng biển Borneo và Java, Haddo đã tấn công vào ngày 8 tháng 3, nhưng hai quả ngư lôi đã kích nổ sớm. Đến ngày 14 tháng 3, nó lại tấn công một tàu chở dầu được một tàu hộ tống bảo vệ nhưng không rõ kết quả. Chuyển đến vùng bờ biển Đông Dương thuộc Pháp, nó phá hủy một tàu nhỏ bằng hải pháo vào ngày 23 tháng 3 và gây hư hại cho chiếc tàu buôn Nichian Maru vào ngày 29 tháng 3, rồi quay trở về căn cứ Fremantle.

#### Chuyến tuần tra thứ sáu
Rời Fremantle vào ngày 18 tháng 5 cho chuyến tuần tra thứ sáu, Haddo hướng đến khu vực Đông Ấn thuộc Hà Lan. Nó né tránh được một cuộc không kích ngoài khơi Morotai, và đến ngày 30 tháng 5 lại bị tàu tuần tra đối phương đánh lừa khi thả khói trông như một đoàn tàu buôn, nhưng nó thoát được cuộc phục kích. Chiếc tàu ngầm đã đánh chìm hai tàu nhỏ vào ngày 11 tháng 6, rồi ba ngày sau đó đã trinh sát nơi neo đậu Tawi-Tawi. Một máy bay tuần tra đối phương đã phát hiện con tàu và săn đuổi trong suốt mười ngày tiếp theo. Nó kết thúc chuyến tuần tra tại Fremantle vào ngày 16 tháng 7.

#### Chuyến tuần tra thứ bảy
Trong chuyến tuần tra thứ bảy, Haddo hoạt động trong thành phần một đội tấn công phối hợp "Bầy sói" vốn bao gồm năm tàu ngầm khác tại vùng biển Philippines. Sau khi tàu ngầm chị em Ray (SS-271) tấn công một đoàn tàu vận tải đối phương tại khu vực Palawan vào ngày 17 tháng 8, đội tác chiến đã tiếp cận đoàn tàu khi chúng xuất phát từ vịnh Paluan vào sáng sớm 21 tháng 8. Trong khi Harder (SS-257) bị tàu hộ tống đối phương truy đuổi, Ray phóng ngư lôi đánh chìm một tàu buôn, và Haddo phóng một loạt sáu quả ngư lôi nhắm vào ba mục tiêu trước khi lặn xuống để né tránh không kích của máy bay đối phương, rồi phải chịu đựng trên 100 quả mìn sâu được thả xuống; nó đã đánh chìm được các tàu chở hành khách Kinryu Maru (4.390 tấn) và Norfolk Maru (6.756 tấn).
Sang ngày hôm sau, Haddo cùng với Harder tấn công một đoàn tàu nhỏ được hộ tống, đánh chìm được tàu phòng thủ duyên hải Sado (860 tấn). Nó tiếp tục theo dõi một tàu khu trục đối phương đang di chuyển độc lập, nhưng bất ngờ bị đối phương quay lại tấn công; nó phóng bốn quả ngư lôi vào đối thủ rồi lặn xuống. Ngoài khơi Bolinao vào ngày 23 tháng 8, nó sắp tấn công một tàu chở dầu khi bất ngờ bị một tàu khu trục áp sát; nó phóng bốn quả ngư lôi và phá hủy được phần mũi của đối thủ, nhưng quả ngư lôi cuối cùng của nó phóng bồi vào Asakaze lại bị trượt. Trong khi Haddo bị hai tàu đánh cá và một tàu khu trục khác truy đuổi, Asakaze (1.270 tấn) đắm tại tọa độ 16°6′B 119°44′Đ / 16,1°B 119,733°Đ.

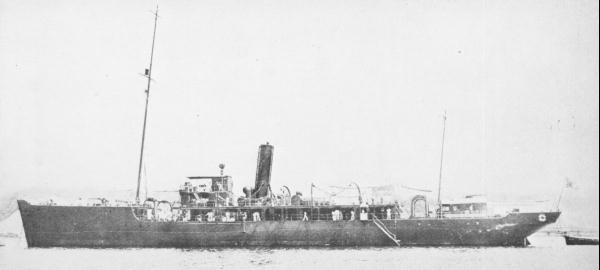
Tàu rải mìn Katsuriki

Được tiếp nhiên liệu và đạn dược tại vịnh Milne, New Guinea, Haddo tiếp tục chuyến tuần tra, đánh chìm một thuyền buồm vào ngày 8 tháng 9. Đang khi cơ động vào vị trí để tấn công một đoàn tàu vận tải vào ngày 21 tháng 9, nó bị một tàu khu trục đối phương tấn công; và khi cơ động né tránh nó bị mất kiểm soát độ sâu, nên không thể theo đuổi đoàn tàu vận tải. Trên đường hướng đến vịnh Subic để làm nhiệm vụ tìm kiếm và giải cứu phục vụ cho các chiến dịch không kích, nó bắt gặp tàu bệnh viện Takasago Maru và tàu khảo sát Katsuriki (nguyên là một tàu rải mìn); Katsuriki (1.540 tấn) bị đánh chìm với hai quả ngư lôi tại tọa độ 13°35′B 119°06′Đ / 13,583°B 119,1°Đ. Tại vịnh Subic, chiếc tàu ngầm đã giải cứu một phi công bị bắn rơi vào ngày 22 tháng 9; nó kết thúc chuyến tuần tra khi về đến Fremantle  vào ngày 3 tháng 10. Haddo được tặng thường danh hiệu Đơn vị Tuyên dương Hải quân do thành tích trong chuyến tuần tra này.

#### Chuyến tuần tra thứ tám
Trong chuyến tuần tra thứ tám từ ngày 20 tháng 10 đến ngày 27 tháng 12, Haddo xuất phát từ Fremantle, và đã đánh chìm tàu chở dầu Hishi Maru số 2 (856 tấn) vào ngày 9 tháng 11. Trong khi làm nhiệm vụ tìm kiếm và giải cứu, nó tiếp tục đánh chìm chiếc Kyoei Maru số 3 vào ngày 6 tháng 12 (thực ra đối tượng này chỉ bị hư hại, căn cứ theo tài liệu thu được sau chiến tranh). Kết thúc chuyến tuần tra khi quay trở về Trân Châu Cảng, chiếc tàu ngầm đi về vùng bờ Tây, và đi vào Xưởng hải quân Mare Island vào ngày 5 tháng 1, 1945 để sửa chữa và đại tu.

#### Chuyến tuần tra thứ chín
Lên đường vào ngày 16 tháng 5, 1945 cho chuyến tuần tra thứ chín, Haddo hoạt động tại các khu vực biển Hoa Đông và Hoàng Hải. Trong sương mù vào sáng sớm ngày 1 tháng 7, nó tấn công một đoàn tàu và đánh chìm được Tàu phòng thủ duyên hải số 72 (860 tấn) và tàu chở hàng Taiun Maru số 1 (2.220 tấn). Rời khu vực, nó đụng độ với một tàu frigate và bị hư hại nhẹ khi né tránh thêm một tàu hộ tống khác. Đến chiều tối hôm đó nó lại phá hủy hai thuyền buồm trước khi chuyển hướng đến khu vực Port Arthur. Tại đây nó đánh chìm một tàu đánh cá vào ngày 3 tháng 7, né tránh cuộc truy lùng bằng mìn sâu của những tàu tuần tra, và kết thúc chuyến tuần tra khi về đến Guam vào ngày 16 tháng 7.
Lên đường từ Guam vào ngày 10 tháng 8, Haddo chấm dứt chuyến tuần tra tiếp theo sau khi Nhật Bản chấp nhận đầu hàng vào ngày 15 tháng 8, giúp chấm dứt vĩnh viễn cuộc xung đột. Nó hướng đến vịnh Tokyo để chứng kiến lễ ký kết chính thức văn kiện đầu hàng bên trên thiết giáp hạm Missouri (BB-63) vào ngày 2 tháng 9, rồi lên đường quay trở về Hoa Kỳ. Nó ghé qua quần đảo Hawaii, vượt kênh đào Panama vào ngày 28 tháng 9, và về đến New London vào ngày 6 tháng 10.
Haddo được cho xuất biên chế vào ngày 16 tháng 2, 1946, và được đưa về Hạm đội Dự bị Đại Tây Dương. Tên nó được cho rút khỏi danh sách Đăng bạ Hải quân vào ngày 1 tháng 8, 1958, và con tàu bị bán cho hãng Luria Brothers & Co. tại Philadelphia, Pennsylvania để tháo dỡ vào ngày 30 tháng 4, 1959.

## Phần thưởng
Haddo được tặng thưởng danh hiệu Đơn vị Tuyên dương Hải quân cùng sáu Ngôi sao Chiến trận do thành tích phục vụ trong Thế Chiến II. Nó được ghi công đã đánh chìm đánh chìm chín tàu Nhật Bản, bao gồm một tàu khu trục và hai tàu frigate với tổng tải trọng 21.618 tấn.
|  |                           |  |
|  | Silver star · Bronze star |  |

| Dãi băng Hoạt động Tác chiến  | Dãi băng Hoạt động Tác chiến                                            | Đơn vị Tuyên Dương Hải quân                                             | Đơn vị Tuyên Dương Hải quân          |
| Huân chương Chiến dịch Hoa Kỳ | Huân chương Chiến dịch Châu Á-Thái Bình Dương với 6 Ngôi sao Chiến trận | Huân chương Chiến dịch Châu Á-Thái Bình Dương với 6 Ngôi sao Chiến trận | Huân chương Chiến thắng Thế Chiến II |